# Heterochthes andamanensis
Heterochthes andamanensis là một loài bọ cánh cứng trong họ Lucanidae. Loài này được Westwood mô tả khoa học năm 1874.